# Stanley Motor Carriage Company
Stanley Motor Carriage Company – jedno z najstarszych przedsiębiorstw zajmujących się produkcją samochodów. Założone zostało w miejscowości Kingfield w stanie Maine (USA) przez braci bliźniaków Francisa Stanleya i Freelana Stanleya.
Francis i Freelan Stanley początkowo byli właścicielami dobrze prosperującej firmy produkującej płyty fotograficzne. Kiedy w 1896 roku odwiedzili wystawę w Massachusetts, gdzie prezentowano pierwsze pojazdy, wywarło to na nich ogromne wrażenie, ponieważ zdecydowali się poświęcić resztę życia na ich projektowaniu i budowie. W ciągu kilku tygodni sprzedali dotychczasową firmę Kodakowi, a już rok później udało im się wyprodukować pierwszy własny pojazd – samochód parowy Stanley Runabout.
Stworzony przez braci Stanley samochód parowy Stanley Rocket ustanowił w 1906 rekord prędkości na lądzie i jako pierwszy przekroczył barierę 200 km/h.
W 1989 roku firma braci Stanley została wykupiona przez jej dwóch klientów: Johna Walkera i Amziego Barbera.